# Пижма щитковая
Пи́жма щитко́вая (лат. Tanacétum corymbósum), ранее — пире́трум щиткови́дный, или пиретрум щитковый (лат. Pyréthrum corymbosum), также Рома́шник щитковый или поповник щитковый, — многолетнее травянистое растение, типовой вид ныне расформированного рода Пиретрум семейства Астровые (Asteraceae). Включён в Красную книгу Белоруссии.

## Ареал и среда обитания
Общий ареал — Западная Европа, в Крым, на Кавказ, Малая Азия. На территории России — вся европейская часть, юг Западной Сибири. Как правило произрастает в лиственных лесах, кустарниках, лесных полянах до среднего горного пояса.

## Описание
Многолетнее травянистое, короткокорневищное растение высотой от 30 до 120 см. Стебли одиночные или немногочисленные, прямостоячие, чаще слабо облиственные, обычно лишь на верхушке более-менее разветвлённые, редко простые, опушены довольно длинными, прилегающими и отстоящими двураздельными волосками, часто с примесью простых волосков, иногда почти голые.
Листья перисторассечённые с яйцевидно-ланцетными долями. Прикорневые листья черешковые, пластинки в очертании продолговатые или же линейно-продолговатые. Сегменты перистолопастные или перистораздельные, стеблевые листья сходны с прикорневыми, но более мелкие. Все листья обычно слабоволосистые, сверху часто совсем голые.
Корзинки — обычно от 3 до 15 штук, на длинных, в верхней части на опушённых цветоносах, собранные в довольно рыхлые щитковидные соцветия. Наружные листочки обёртки линейно-ланцетные, короче внутренних, опушённые. Ложе корзинок голое. Краевые язычковые цветки белые, срединные — трубчатые, жёлтые.
Семянки длиной от 2 до 2,5 мм.
Цветение в июне — июле, плодоношение в августе — сентябре.

## Охрана
Включен в Красные книги следующих субъектов Российской Федерации: Вологодская область, Калужская область, Республика Карелия, Курганская область, Республика Марий Эл, Московская область, Новосибирская область, Омская область, Удмуртская республика, Чувашская республика, а также в Красные книги следующих областей Украины: Сумская область, Тернопольская область и Харьковская область.

## Синонимика
- Chamaemelum corymbosum (L.) E.H.L.Krause, 1905
- Chrysanthemum achilleae L., 1767
- Chrysanthemum corymbiferum L., 1763
- Chrysanthemum corymbosum L., 1753basionym
- Chrysanthemum italicum L., 1767
- Chrysanthemum webbianum Coss. ex Ball, 1878
- Leucanthemum corymbosum (L.) Godr. & Gren., 1850
- Matricaria corymbora (L.) Desr., 1792
- Pontia corymbosa (L.) Bubani, 1899
- Pyrethrum achillae (L.) DC., 1838
- Pyrethrum corymbiferum (L.) S.G.Gmel., 1770
- Pyrethrum corymbosum (L.) Scop., 1772
- Pyrethrum pourretii Timb.-Lagr., 1894
- Pyrethrum tauricum Zelen., 1906
- Pyrethrum tenuifolium Willd., 1809

и другие.